# Panorpa speciosa
Panorpa speciosa är en näbbsländeart som beskrevs av Carpenter 1931. Panorpa speciosa ingår i släktet Panorpa och familjen skorpionsländor. Inga underarter finns listade i Catalogue of Life.